# Nicchaeus Doaks
Nicchaeus Doaks (ur. 18 stycznia 1987 w Nashville) – amerykański koszykarz, grający na pozycji silnego skrzydłowego.
W 2005 został uznany najlepszym zawodnikiem amerykańskich szkół średnich stanu Tennessee (Tennessee Mr. Basketball).
Od sezonu 2011/12 zawodnik klubu PLK KKS Siarki Jezioro Tarnobrzeg. Uważany jest za gracza nieustępliwego i dobrze walczącego o piłki na tablicach. Jego najlepsze osiągnięcia w PLK: 16 zbiórek (w meczu z Polpharmą Starogard Gdański- 05.04.2013), 28 punktów (w meczu przeciwko Kotwicy Kołobrzeg- 21.04.2013)
25 listopada 2017 podpisał umowę z argentyńskim Aerochaco Boca Juniors Capital Feder.

## Osiągnięcia
Na podstawie, o ile nie zaznaczono inaczej.
NCAA
- Mistrz:
  - turnieju konferencji Southern (2009)
  - sezonu regularnego dywizji Północnej konferencji Southern (2009)
- Wicemistrz:
  - turnieju konferencji Southern (2006)
  - sezonu regularnego dywizji Północnej konferencji Southern (2006, 2008)
- Zaliczony do:
  - I składu SoCon Team (2008, 2009)
  - II składu turnieju SoCon (2009)
- Lider konferencji Southern w skuteczności rzutów za 2 punkty (2008)[6]

Drużynowe
- Zdobywca Superpucharu Austrii (2014/15)

Indywidualne
(* – nagrody przyznane przez serwisy asia-basket.com, eurobasket.com)
- MVP meczu gwiazd czeskiej ligi NBL (2016)
- Środkowy roku ligi czeskiej (2016)*[2]
- Uczestnik meczu gwiazd czeskiej ligi NBL (2016)
- Zaliczony do*[2]:
  - I składu:
    - ligi czeskiej (2016)
    - obcokrajowców ligi czeskiej (2016)

  - składu honorable mention II ligi japońskiej (2017)
- Lider sezonu regularnego PLK w zbiórkach (2013)